# Phialemonium obovatum
Phialemonium obovatum är en svampart som beskrevs av W. Gams & McGinnis 1983. Phialemonium obovatum ingår i släktet Phialemonium och familjen Cephalothecaceae.   Inga underarter finns listade i Catalogue of Life.